# I Love to See You Smile
I Love to See You Smile ist ein von Randy Newman für den Spielfilm Eine Wahnsinnsfamilie geschriebener Filmsong. Newman wurde für dieses Lied für einen Oscar und den Grammy Award nominiert.
Das Lied wurde auf das Simpsons-Album The Simpsons Sing the Blues aufgenommen. Newman nahm 1998 I Love to See You Smile erstmals in die Kompilationsbox von vier Alben Guilty: 30 Years of Randy Newman auf.
Für Meghan Daum repräsentiert I Love to See You Smile nicht die künstlerische Seite Newmans, sondern die Seite, die musikalisches Styropor produziere, um Geld zu verdienen.

## Auszeichnungen
- Grammy Awards 1989: Nominierung für den Grammy Award for Best Song Written Specifically for a Motion Picture or for Television. Die Auszeichnung ging an Carly Simon für Let the River Run aus Die Waffen der Frauen.[4]
- Golden Globe 1990: Nominierung als bester Filmsong[5]
- Oscars 1990: Nominierung als bester Filmsong. Der Oscar ging an Alan Menken und Howard Ashman für Under the Sea aus Arielle, die Meerjungfrau.[6]